# Alain Paul Lebeaupin
Alain Paul Charles Lebeaupin (Paris, 2 de março de 1945 - Roma, 24 de junho de 2021) foi um clérigo francês, arcebispo católico romano e diplomata da Santa Sé.

## Biografia
Depois de estudar no Pontifício Seminário Francês de Roma, Alain Lebeaupin recebeu o sacramento da ordenação para a Diocese de Nice do Bispo Jean Mouisset em 28 de junho de 1975. Em seguida, completou os estudos com um doutorado em direito civil e mestrado em direito canônico.
Em 1977 ingressou na Pontifícia Academia Eclesiástica e em 1979 trabalhou para o Observador Permanente da Santa Sé nas Nações Unidas e nas nunciaturas na República Dominicana (1982-1985) e em Moçambique (1985-1989). No Vaticano trabalhou para a Secretaria de Estado e de 1989 a 1998 para a Organização para a Segurança e Cooperação na Europa (OSCE). De 1996 a 1998 foi também representante da Santa Sé junto à União Europeia.
Em 7 de dezembro de 1998, João Paulo II o nomeou arcebispo titular de Vico Equense e núncio apostólico no Equador. O próprio Papa o consagrou bispo em 6 de janeiro de 1999 na Basílica de São Pedro; os co-consagradores foram os Arcebispos da Cúria Giovanni Battista Re e Francesco Monterisi.
De 1998 a 2005 foi Núncio Apostólico no Equador, depois Núncio Apostólico no Quênia e de 2005 a 2012. Observador Permanente da Santa Sé no Programa das Nações Unidas para o Meio Ambiente (PNUMA) e do Programa das Nações Unidas para os Assentamentos Humanos (ONU-Habitat), ambos em Nairóbi. O Papa Bento XVI nomeou-o Núncio Apostólico da Santa Sé junto à União Europeia em 2012.
Em 16 de novembro de 2020, o Papa Francisco aceitou o pedido de Alain Lebeaupin para renunciar por motivos de idade. Em 27 de março de 2021, o Papa Francisco nomeou-o consultor da Secção para as Relações com os Estados da Secretaria de Estado.

Arcebispo Lebeaupin morreu, no dia 24 de junho de 2021, em Roma de um ataque cardíaco. Sua morte foi anunciada pelo Vaticano no dia seguinte.